# دلیمجه
دلیمجه (به صربی: Delimeđe) یک منطقهٔ مسکونی در صربستان است که در توتین، صربستان واقع شده‌است. دلیمجه ۴۴۵ نفر جمعیت دارد.